# Fernandinho (football, 1985)
Fernando Luiz Roza
Pour les articles homonymes, voir Fernandinho.
 (août 2022).
Si vous disposez d'ouvrages ou d'articles de référence ou si vous connaissez des sites web de qualité traitant du thème abordé ici, merci de compléter l'article en donnant les références utiles à sa vérifiabilité et en les liant à la section « Notes et références ».
Fernando Luiz Roza, dit Fernandinho, né le 4 mai 1985 à Londrina (Brésil), est un footballeur international brésilien jouant au poste de milieu défensif pour l'équipe de l'Athletico Paranaense.

## Carrière en club

### Atlético Paranaense
Fernandinho commence sa carrière à l'Atlético Paranaense aux côtés de son futur coéquipier au Chakhtar Donetsk, Jádson. Avec l'Atletico Paranaense, il est finaliste de la Copa Libertadores da America, en 2005. À la fin de sa troisième saison au sein du club brésilien, il décide de partir au Chakhtar Donetsk après avoir fait 81 apparitions et marqué à 15 reprises. Il est transféré en échange de 7 millions d'euros.

### Chakhtar Donetsk

#### 2005-2008
Lors de sa première saison en tant que joueur du Chakhtar, il joue 34 matchs, dont 23 matches en championnat et a marqué trois buts. Il est également vainqueur de la Super Coupe, cependant, Fernandinho ne joue pas le match. En revanche il joue lors d'un match crucial pour le classement final en championnat entre le Chakhtar et le Dynamo Kiev, qui étaient à égalité de points (75 points) après que 30 matchs ont été joués. Le Chakhtar s’impose finalement 2-1 pour remporter le titre de champion d'Ukraine. C’est le premier titre de Fernandinho avec le Chakhtar Donetsk. Il participe à 25 matchs en championnat lors de la saison 2006-07 ou le Chakhtar termine deuxième derrière le Dynamo Kiev. Fernandinho est également finaliste de la Coupe ukrainienne.
Lors de la saison 2007-2008, le Chakhtar regagne le championnat. Fernandinho joue un rôle essentiel dans la victoire du championnat en marquant 11 buts, dont un penalty, en 29 matches. Il ne réussit pas à apparaître dans un seul match de championnat au cours de la saison. Lui et le Chakhtar gagnent également la Coupe d'Ukraine. C’est la première coupe nationale gagnée par Fernandinho.
Cependant, ils furent vaincus en Super Coupe par le Dynamo Kyiv pour la deuxième année consécutive. Après que le match fut terminé sur le score de 2-2. Le match est allé jusqu'aux penaltys, et, bien que Fernandinho ait converti son penalty, le Chakhtar a perdu 4-2.

#### 2008-2009

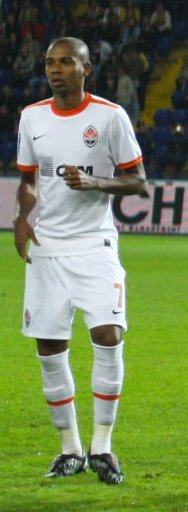
Fernandinho en 2009.

Le 15 juillet 2008, Fernandinho participe à la victoire en Super Coupe contre le Dynamo Kiev. Le match est allé jusqu'aux penalty après que les deux équipes aient fini sur un nul 1-1 à la fin du temps réglementaire. Fernandinho en a marqué un puis lui et le club remportèrent la Coupe. Il a marqué le but de l'égalisation lors d'un match nul 1-1 face au Karpaty Lviv le 27 juillet. Le 3 août il a reçu un carton rouge lors d'une victoire  3-0 contre Illichivets Mariupol. Le 31 août il a marqué un penalty pendant un match nul 2-2 contre le Metalurh Zaporizhya. Le 16 septembre, il a marqué le but d'ouverture lors d'une victoire 2 -1 en Ligue des champions contre le club suisse de Bâle. Le 8 novembre, il a marqué le premier but lors d'une victoire de 2-0 contre Tavriya Simferopol. Le 9 décembre, il a marqué un but lors de la victoire 3-2 à l'extérieur contre le FC Barcelone lors d'un match de Ligue des champions en phase de groupes.
Le 26 février 2009, Fernandinho a marqué le but égalisateur du 1-1 à l'extérieur contre l'équipe anglaise du Tottenham Hotspur en Ligue Europa. Chakhtar a remporté le match 3-1 sur l'ensemble. Le 7 mars, il a marqué le seul but, sur penalty, d'une victoire 1-0 contre Dnipro Dnipropetrovsk. Le 15 mars, il a ouvert le score pour gagner finalement 3-0 contre le Metalist Kharkiv. Le 19 mars, il a marqué un penalty lors de la victoire 2-0 du Chakhtar face à l'équipe russe du CSKA Moscou en Ligue europa. Chakhtar a remporté finalement le match 2-1. Le 16 avril, il inscrit un but lors d'une victoire 2-1 en Ligue Europa contre Marseille. Le Chakhtar a gagné sur le score de 4-1. Il a également marqué un but égalisateur crucial lors du match aller en demi-finale de la Ligue Europa contre le Dynamo Kiev (1-1). Le Chakhtar a finalement gagné sur le score globale 3 buts à 2 après l'obtention d'une victoire 2-1 à la Donbass Arena au match retour.
Le Chakhtar a remporté la Ligue Europa grâce à une victoire 2-1 face au Werder Brême. Au total, Fernandinho a fait 42 apparitions dont 21 en championnat, et a marqué 11 buts, dont 5 en championnat.

#### 2009-2010
Lors de la saison 2009-10, le championnat ukrainien a vu le Chakhtar soulever le trophée de champion une nouvelle fois. Le premier but de Fernandinho est venu le 29 juillet, lors d'un match de qualification en Ligue des champions contre Politehnica Timişoara. Le match se termine sur un nul 2-2. Cependant le Chakhtar va être éliminé de la compétition, à cause des buts à l'extérieur après un nul 0-0 à domicile. Le 20 septembre, il a marqué un penalty lors d'une victoire 4-2 contre l'Arsenal Kyiv. Il a également marqué un doublé lors d'une victoire 5-1 contre Karpaty Lviv. Le 22 octobre, il marque le premier but du match sur penalty, lors d'une victoire 4-0 contre Toulouse en Ligue Europa. Il a marqué un but à la 93e minute lors d'une victoire 2-0 en Coupe d'Ukraine contre le Dynamo Kiev, le 28 octobre. Le 6 décembre, il marque de nouveau sur penalty, lors d'une victoire de 2-0 contre Kryvbas. Le 24 mars, il a marqué un but à la 92e minute contre Metalurh Donetsk en Coupe d'Ukraine, mais le but ne servira à rien car le Chakhtar a perdu le match 2-1. Fernandinho a fait 24 apparitions en championnat, et a trouvé les filets 4 fois. Il a joué, au total, 39 matchs pour 8 buts.

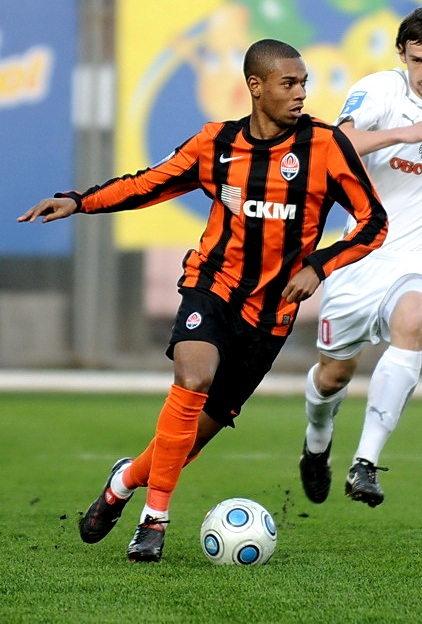
Fernandinho sous le maillot du Chakhtar Donetsk en 2010.

#### 2010-2011
Lors de la saison suivante, Fernandinho a joué lors de la victoire 7-1 en Super Coupe contre Tavriya le 4 juillet. Le 18 juillet, il a inscrit le but de l'égalisation lors d'un match nul 1-1 contre le Metalurh Zaporizhya. Le 7 août il a ouvert le score lors d'une victoire 5-0 contre Sébastopol. Il a également participé à un match contre le FC Barcelone en Supercoupe de l'UEFA le 28 août (défaite 0-1). Il a subi une fracture à la jambe lors d'un match perdu 1-0 face à Obolon Kyiv le 10 septembre. Sa blessure est censée l'écarter pour toute la saison mais il va finalement revenir le 1er avril 2011, après près de 7 mois d'absences. Il fait donc son retour lors d'une victoire 3-1 contre Illichivets Mariupol. Il a marqué dans un match tout à la fin de match (94e minute). Il a marqué le but gagnant de la victoire 2-1 face à Tavriya. Ce fut son premier but depuis son retour de blessure. Le 25 mai, il a joué les 90 minutes de la finale de Coupe d'Ukraine où son club va s'imposer 2-0 contre le Dynamo Kyiv. À la fin de la saison, le Chakhtar a remporté le championnat. Fernandinho a joué 15 matchs de championnat et a marqué 3 buts. Lui et le club ont réussi à gagner trois trophées (championnat, la Coupe nationale et la Super Coupe).

#### 2011-2012
Fernandinho a commencé la saison 2011-12 en marquant le seul but du Chakhtar lors d'une défaite 3-1 en Super Coupe contre le Dynamo Kiev. Le 31 juillet, il a marqué le seul but du Chakhtar lors d'un match contre l'Arsenal Kyiv. Il a marqué un but lors d'une victoire 3-1 contre Dnipro Dnipropetrovsk le 13 août. Le 27 novembre, il a marqué le deuxième but d'une victoire 5-0 contre Karpaty Lviv. Le 27 avril, il a marqué un penalty lors d'un match remporté 4-3 en Coupe d'Ukraine contre Volyn Lutsk. Il a marqué le but gagnant dans une victoire 2-1 contre le Metalist Kharkiv, le 2 mai. Il a, au total, marqué 6 buts en 32 matchs, dont 24 matchs et 4 buts en championnat au cours de la saison. Il a joué la finale de la Coupe d'Ukraine remportée face à Metalurh Donetsk. À la fin de la saison, son contrat avec le club arrive à échéance, mais il a signé un nouveau contrat de cinq ans avec le club jusqu'en 2016. Le Chakhtar remporte le championnat pour la troisième année consécutive, et a également obtenu la Coupe d'Ukraine, leur deuxième consécutive.

#### 2012-2013
Il a commencé la saison 2012-13 en faisant une passe décisive pour Douglas Costa lors du deuxième but d'une victoire 2-0 sur Super Coupe contre Metalurh Donetsk. C'était la quatrième fois que Fernandinho remportait la Super Coupe avec le Chakhtar. Il a également bien servi Yevhen Seleznyov pour le troisième but d'une victoire de 3-1 contre Hoverla. Il a marqué un but lors d'une victoire 1-0 face à Kryvbas. Il a fait une passe décisive destinée à Henrikh Mkhitaryan pour le premier but lors d'un match qui terminera sur le score de 4-1 contre Vorskla. Le 23 septembre, il a marqué un but lors d'un match de Coupe d'Ukraine remporté 4-1 contre le  Dynamo Kyiv. Fernandinho est nommé Homme du Match. Il a fait une passe décisive à Henrikh Mkhitaryan pour la deuxième but d'une victoire 2-0 contre Metalist Kharkiv le 7 octobre. Fernandinho a marqué le deuxième but d'une victoire 2-1 contre le club anglais de Chelsea en phase de groupes de la Ligue des champions le 23 octobre. Lors du mercato estival de 2013, Fernandinho quitte le club après avoir joué 284 matchs et marqué 53 buts. Il restera un joueur emblématique pour le Chakhtar Donetsk.

### Manchester City

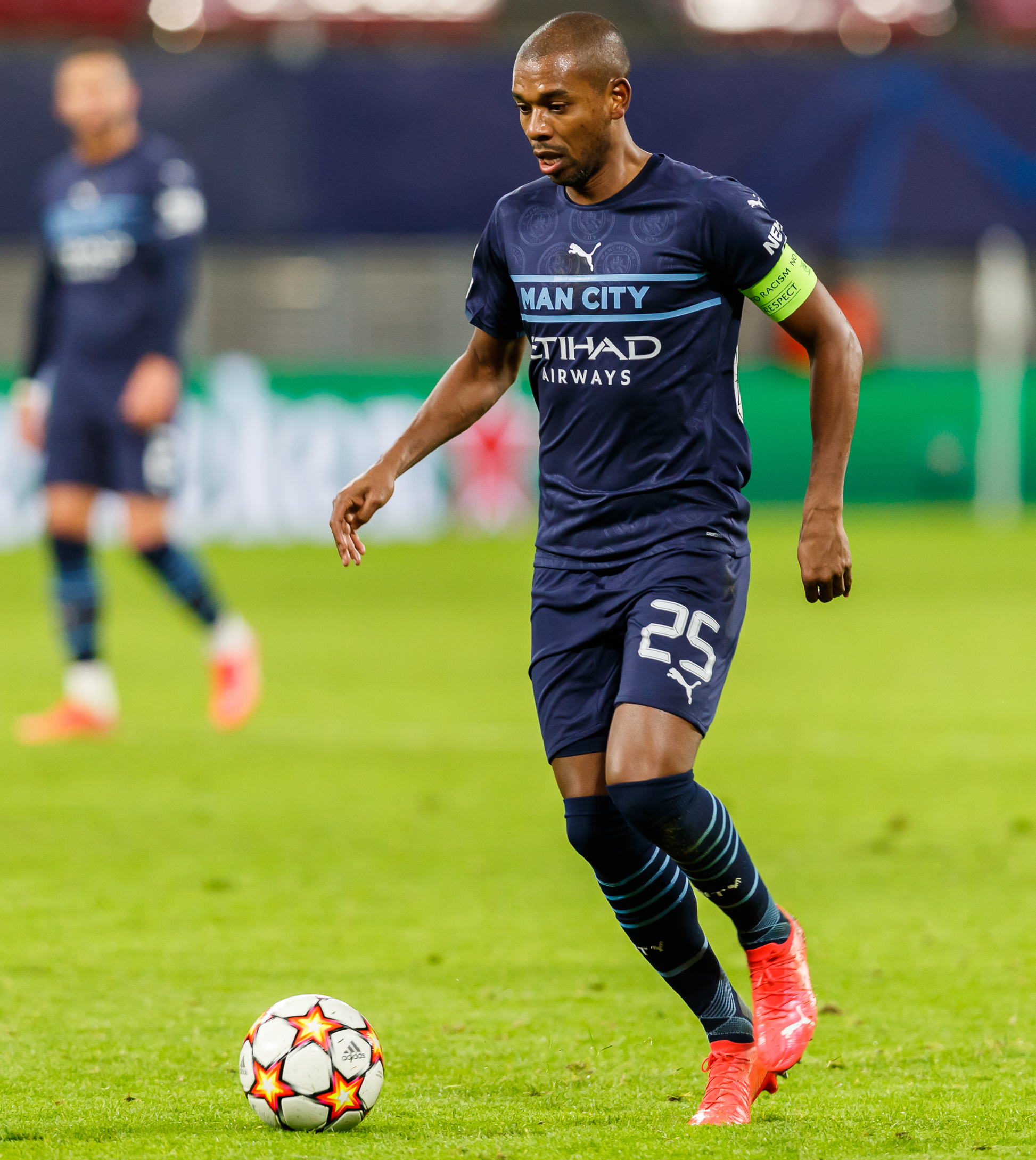
Fernandinho avec Manchester City en 2021.

Le 6 juin 2013, Fernandinho devient la première recrue de Manchester City, pour un montant de 40 millions d'euros. Il signe un contrat de quatre ans après avoir renoncé à la proposition du Chakhtar Donetsk qui correspondait à environ un salaire de 4 millions d'euros et par an. Lorsqu'il fut au Chakhtar Donetsk, Fernandinho portait le maillot numéro 7. Désormais, il portera le numéro 25.

#### Saison 2013-2014
Fernandinho fait ses débuts en Premier League le 19 août 2013, face à Newcastle United lors d'une victoire 4-0 à domicile. Il marque ses deux premiers buts pour Manchester City le 14 décembre 2013, face à Arsenal lors d'une victoire à domicile 6-3 et il est également été nommé homme du match. Le 1er janvier 2014, il marque son troisième but de la saison lors d'une victoire à l'extérieur 2-3 contre Swansea City. Le 2 février, Fernandinho subit une blessure à la cuisse à l'entraînement, ce qui le retient pendant deux semaines. Le 2 mars, Fernandinho apparaît en tant que titulaire lors de la finale de la Coupe de la Ligue contre Sunderland, où il remporte son premier trophée en Angleterre grâce à une victoire 3-1. Le 11 mai, Fernandinho joue lorsque l'équipe obtient le titre de Premier League grâce à une victoire 2-0 contre West Ham United. Il ne joue en tant que titulaire, mais remplace Edin Džeko à la 69e minute.

#### Saison 2014-2015
Le 5 novembre 2014, dans un match de groupes de la Ligue des champions contre le CSKA Moscou, Fernandinho remplace Jesús Navas à la mi-temps en perdant 1-2 à domicile. Il est expulsé à la 70e minute pour un second carton jaune, avec son coéquipier Yaya Touré un peu plus tard. L'équipe perd et tombe à la dernière place du groupe. À la fin de la saison, il compte 3 buts à son compteur pour 41 matchs joués. Lui et Manchester City terminent deuxième de la Premier League.
Saison 2020-2021
Fernandinho devient capitaine de Manchester City après le départ de David Silva au Real Sociedad. Il est titulaire face au PSG en demi-finale retour de la Ligue des Champions, mais il est remplaçant en finale de la Ligue des Champions 2020-2021 face à Chelsea ou il entrera à la place de Bernardo Silva, prenant le brassard de capitaine. Les Citizens perdent le match 1-0 et prennent la médaille d'argent.

#### 2015-2022
En avril 2022, il annonce son départ de Manchester City à la fin de la saison, après neuf années au club. Le 27 juin 2022, âgé de 37 ans, il annonce son retour dans son club formateur de l'Athletico Paranaense qu'il avait quitté en 2005.

## Carrière internationale

### Moins de 20 ans
En 2003, il participe à la coupe du monde des - 20 ans. Il jouera un rôle important dans tous les matchs du Brésil et parviendra à qualifier son équipe en finale, où il inscrira le but vainqueur de la finale de la coupe du monde des - 20 ans. Il est désormais considéré comme un grand espoir du Brésil.

### Seleçao
Le 11 août 2011, Fernandinho fait sa première apparition avec l'équipe nationale du Brésil lors d'un match amical contre l'Allemagne remporté 3-2. Il a obtenu quatre sélections au cours de la saison 2011-12, mais il ne jouera plus dans le groupe de la Seleção jusqu'en février 2013.

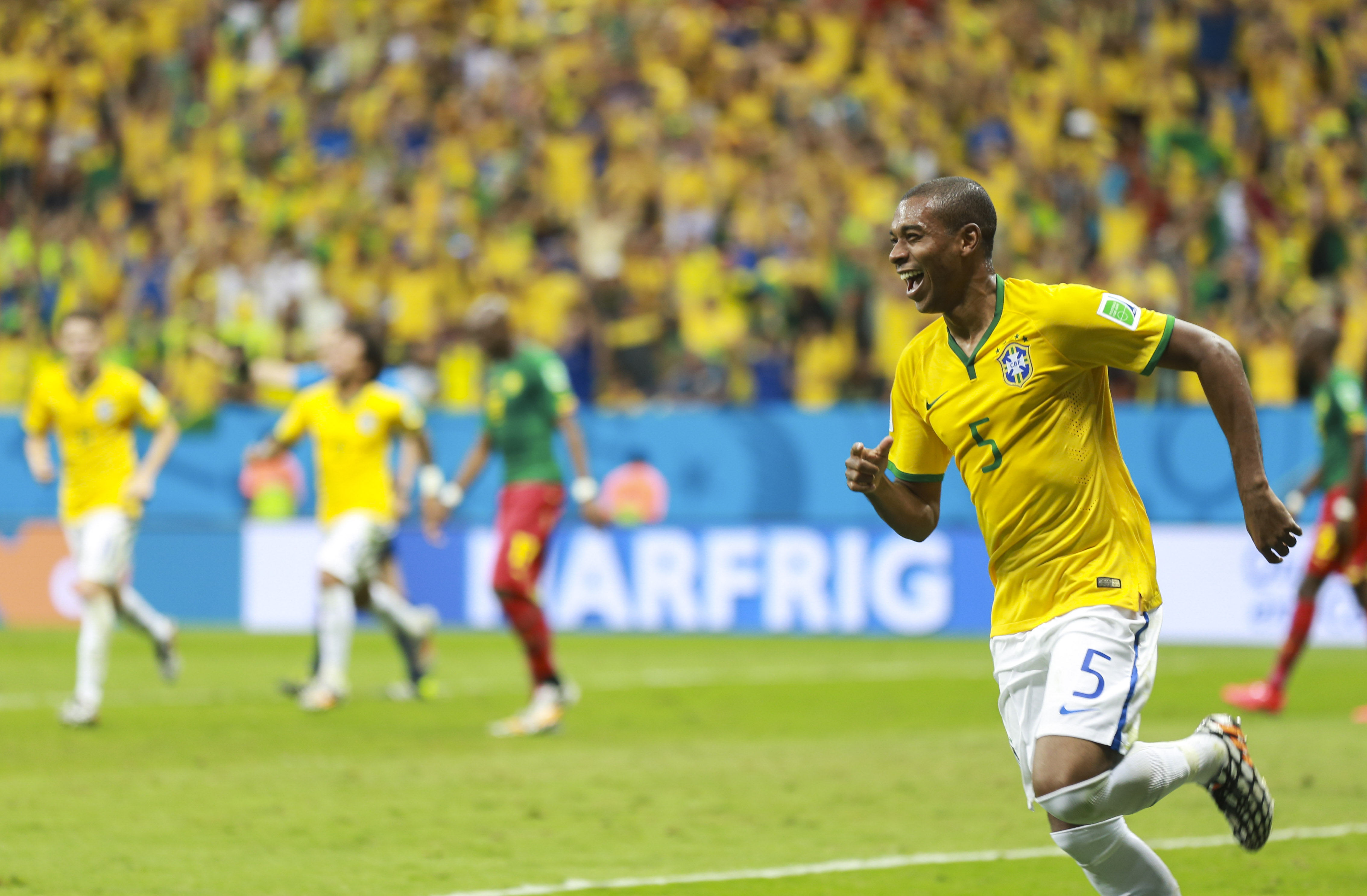
Fernandinho célèbre son but contre le Cameroun à la Coupe du monde 2014.

Le 5 mars 2014, Fernandinho a marqué son premier but international lors de son retour avec l'équipe du Brésil lors d'une victoire 5-0 contre l'Afrique du Sud. En mai 2014, il a été nommé dans l'équipe du Brésil pour la Coupe du monde 2014. Fernandinho a fait ses débuts dans le tournoi en remplaçant Paulinho, lors du troisième match de la phase de groupes, et a marqué le dernier but de la victoire 4-1 contre le Cameroun. Il a ensuite joué en tant que titulaire pour le Brésil-Chili en huitième (remporté par le Brésil au penalty). Fernandinho a également joué un match complet contre la Colombie lors des quarts de finale remporté sur le score de 2 buts à 1. L'aventure se terminera contre l'Allemagne en demi-finale (défaite 1-7). Le Brésil terminera quatrième de la compétition à la suite de leur nouvelle défaite face aux Pays-Bas (0-3).
Le 14 mai 2018, il est convoqué par Tite pour la Coupe du Monde 2018 en Russie. Le 6 juillet, en quarts de finale, la Seleçao est éliminé par la Belgique (2-1), Fernandinho marquant un but contre son camp.
Le 17 mai 2019, Fernandinho fait partie du groupe brésilien qui remporte la Copa América 2019. Il s'agira de ses derniers matchs avec l'équipe nationale. Au total, il a disputé 53 matches et marqué 2 buts.

## Statistiques

### En club
| Saison                | Club                  | Championnat           | Championnat | Championnat | Championnat | Coupe nationale | Coupe nationale | Coupe nationale | Coupe de la Ligue | Coupe de la Ligue | Coupe de la Ligue | Supercoupe | Supercoupe | Supercoupe | Compétition(s) continentale(s) | Compétition(s) continentale(s) | Compétition(s) continentale(s) | Compétition(s) continentale(s) | Supercoupe UEFA | Supercoupe UEFA | Supercoupe UEFA | Ligue régionale | Ligue régionale | Ligue régionale | Brésil | Brésil | Brésil | Total | Total | Total |
| Saison                | Club                  | Division              | M.          | B.          | P.d.        | M.              | B.              | P.d.            | M.                | B.                | P.d.              | M.         | B.         | P.d.       | Comp.                          | M.                             | B.                             | P.d.                           | M.              | B.              | P.d.            | M.              | B.              | P.d.            | M.     | B.     | P.d.   | M.    | B.    | P.d.  |
| 2003                  | Atlético Paranaense   | Série A               | 29          | 5           | -           | -               | -               | -               | -                 | -                 | -                 | -          | -          | -          | -                              | -                              | -                              | -                              | -               | -               | -               | -               | -               | -               | -      | -      | -      | 29    | 5     | 0     |
| 2004                  | Atlético Paranaense   | Série A               | 41          | 9           | -           | -               | -               | -               | -                 | -                 | -                 | -          | -          | -          | -                              | -                              | -                              | -                              | -               | -               | -               | -               | -               | -               | -      | -      | -      | 41    | 9     | 0     |
| 2005                  | Atlético Paranaense   | Série A               | 2           | 0           | -           | -               | -               | -               | -                 | -                 | -                 | -          | -          | -          | CL                             | 9                              | 1                              | -                              | -               | -               | -               | -               | -               | -               | -      | -      | -      | 11    | 1     | 0     |
| Sous-total            | Sous-total            | Sous-total            | 72          | 14          | -           | -               | -               | -               | -                 | -                 | -                 | -          | -          | -          | -                              | 9                              | 1                              | -                              | -               | -               | -               | -               | -               | -               | -      | -      | -      | 81    | 15    | 0     |
| 2005-2006             | Shakhtar Donetsk      | Premyer Liha          | 22          | 1           | 2           | 1               | 0               | 0               | -                 | -                 | -                 | -          | -          | -          | C1+C3                          | 2+7                            | 0+1                            | 0                              | -               | -               | -               | -               | -               | -               | -      | -      | -      | 32    | 2     | 2     |
| 2006-2007             | Shakhtar Donetsk      | Premyer Liha          | 25          | 1           | 7           | 3               | 0               | 0               | -                 | -                 | -                 | 1          | 0          | 0          | C1+C3                          | 7+4                            | 2+1                            | 0+0                            | -               | -               | -               | -               | -               | -               | -      | -      | -      | 40    | 4     | 7     |
| 2007-2008             | Shakhtar Donetsk      | Premyer Liha          | 29          | 11          | 7           | 3               | 1               | 0               | -                 | -                 | -                 | 1          | 0          | 0          | C1                             | 8                              | 0                              | 2                              | -               | -               | -               | -               | -               | -               | -      | -      | -      | 41    | 12    | 9     |
| 2008-2009             | Shakhtar Donetsk      | Premyer Liha          | 21          | 5           | 1           | 3               | 0               | 0               | -                 | -                 | -                 | 1          | 0          | 0          | C1+C3                          | 8+9                            | 2+4                            | 0+0                            | -               | -               | -               | -               | -               | -               | -      | -      | -      | 42    | 11    | 1     |
| 2009-2010             | Shakhtar Donetsk      | Premyer Liha          | 24          | 4           | 4           | 2               | 2               | 0               | -                 | -                 | -                 | -          | -          | -          | C1+C3                          | 2+10                           | 1+1                            | 1+0                            | 1               | 0               | 0               | -               | -               | -               | -      | -      | -      | 39    | 8     | 5     |
| 2010-2011             | Shakhtar Donetsk      | Premyer Liha          | 15          | 3           | 1           | 2               | 0               | 0               | -                 | -                 | -                 | 1          | 0          | 0          | C1                             | 2                              | 0                              | 0                              | -               | -               | -               | -               | -               | -               | -      | -      | -      | 20    | 3     | 1     |
| 2011-2012             | Shakhtar Donetsk      | Premyer Liha          | 24          | 4           | 9           | 3               | 1               | 0               | -                 | -                 | -                 | 1          | 1          | 0          | C1                             | 4                              | 0                              | 1                              | -               | -               | -               | -               | -               | -               | 5      | 0      | 2      | 37    | 6     | 12    |
| 2012-2013             | Shakhtar Donetsk      | Premyer Liha          | 23          | 2           | 7           | 4               | 3               | 0               | -                 | -                 | -                 | 1          | 0          | 1          | C1                             | 8                              | 1                              | 0                              | -               | -               | -               | -               | -               | -               | -      | -      | -      | 36    | 6     | 8     |
| Sous-total            | Sous-total            | Sous-total            | 183         | 31          | 38          | 22              | 8               | 0               | -                 | -                 | -                 | 6          | 1          | 1          | -                              | 71                             | 13                             | 4                              | 1               | 0               | -               | -               | -               | -               | 5      | 0      | 2      | 288   | 53    | 45    |
| 2013-2014             | Manchester City       | Premier League        | 33          | 5           | 3           | 2               | 0               | 0               | 3                 | 0                 | 0                 | -          | -          | -          | C1                             | 8                              | 0                              | 0                              | -               | -               | -               | -               | -               | -               | 7      | 2      | 0      | 53    | 7     | 3     |
| 2014-2015             | Manchester City       | Premier League        | 33          | 3           | 3           | 1               | 0               | 0               | 2                 | 0                 | 0                 | -          | -          | -          | C1                             | 7                              | 0                              | 0                              | -               | -               | -               | -               | -               | -               | 12     | 0      | 1      | 55    | 3     | 4     |
| 2015-2016             | Manchester City       | Premier League        | 33          | 2           | 2           | 1               | 0               | 0               | 4                 | 2                 | 0                 | -          | -          | -          | C1                             | 12                             | 2                              | 3                              | -               | -               | -               | -               | -               | -               | 5      | 0      | 0      | 55    | 6     | 5     |
| 2016-2017             | Manchester City       | Premier League        | 32          | 2           | 1           | 3               | 0               | 0               | -                 | -                 | -                 | -          | -          | -          | C1                             | 9                              | 1                              | 1                              | -               | -               | -               | -               | -               | -               | 7      | 0      | 0      | 51    | 3     | 2     |
| 2017-2018             | Manchester City       | Premier League        | 34          | 5           | 3           | 3               | 0               | 0               | 3                 | 0                 | 0                 | -          | -          | -          | C1                             | 8                              | 0                              | 1                              | -               | -               | -               | -               | -               | -               | 13     | 0      | 1      | 61    | 5     | 5     |
| 2018-2019             | Manchester City       | Premier League        | 29          | 1           | 3           | 3               | 0               | 0               | 1                 | 0                 | 0                 | 1          | 0          | 0          | C1                             | 8                              | 0                              | 0                              | -               | -               | -               | -               | -               | -               | 4      | 0      | 1      | 46    | 1     | 4     |
| 2019-2020             | Manchester City       | Premier League        | 30          | 0           | 1           | 1               | 0               | 0               | 2                 | 0                 | 0                 | -          | -          | -          | C1                             | 8                              | 0                              | 0                              | -               | -               | -               | -               | -               | -               | -      | -      | -      | 41    | 0     | 1     |
| 2020-2021             | Manchester City       | Premier League        | 18          | 0           | 2           | 4               | 0               | 1               | 4                 | 1                 | 1                 | -          | -          | -          | C1                             | 7                              | 0                              | 0                              | -               | -               | -               | -               | -               | -               | -      | -      | -      | 33    | 1     | 4     |
| 2021-2022             | Manchester City       | Premier League        | 19          | 2           | 1           | 4               | 0               | 0               | 1                 | 0                 | 0                 | 1          | 0          | 0          | C1                             | 8                              | 0                              | 1                              | -               | -               | -               | -               | -               | -               | -      | -      | -      | 33    | 2     | 2     |
| Sous-total            | Sous-total            | Sous-total            | 261         | 20          | 19          | 22              | 0               | 1               | 20                | 3                 | 1                 | 2          | 0          | 0          | -                              | 75                             | 3                              | 6                              | -               | -               | -               | -               | -               | -               | 48     | 2      | 3      | 428   | 28    | 30    |
| 2022                  | Athletico Paranaense  | Serie A               | 13          | 1           | 2           | 2               | 0               | 0               | -                 | -                 | -                 | -          | -          | -          | CL                             | 5                              | 0                              | 0                              | -               | -               | -               | -               | -               | -               | -      | -      | -      | 20    | 1     | 2     |
| 2023                  | Athletico Paranaense  | Serie A               | 25          | 1           | 3           | 5               | 1               | 0               | -                 | -                 | -                 | -          | -          | -          | CL                             | 6                              | 1                              | 0                              | -               | -               | -               | 15              | 1               | 3               | -      | -      | -      | 51    | 4     | 6     |
| 2024                  | Athletico Paranaense  | Serie A               | -           | -           | -           | -               | -               | -               | -                 | -                 | -                 | -          | -          | -          | CS                             | -                              | -                              | -                              | -               | -               | -               | 8               | 1               | 2               | -      | -      | -      | 8     | 1     | 2     |
| Sous-total            | Sous-total            | Sous-total            | 38          | 2           | 5           | 7               | 1               | 0               | -                 | -                 | -                 | -          | -          | -          | -                              | 11                             | 1                              | 0                              | -               | -               | -               | 23              | 2               | 5               | -      | -      | -      | 79    | 6     | 10    |
| Total sur la carrière | Total sur la carrière | Total sur la carrière | 529         | 66          | 59          | 46              | 8               | 1               | 20                | 3                 | 1                 | 8          | 1          | 1          | -                              | 160                            | 25                             | 10                             | 1               | 0               | 0               | 8               | 1               | 2               | 53     | 2      | 5      | 825   | 106   | 79    |

## Palmarès

### En club
| Atlético Paranaense (2) :                                                                                          | Chakhtar Donetsk (14) : | Manchester City (14) : |
| --- | --- | --- |
| - Championnat régional du Paraná (1) : - Champion : 2005 et 2023 - Copa Libertadores : - Finaliste : 2005 et 2022. | - Championnat d'Ukraine (6) : - Champion : 2006, 2008, 2010, 2011, 2012 et 2013 - Coupe d'Ukraine (4) : - Vainqueur : 2008, 2011, 2012 et 2013 - Supercoupe d'Ukraine (3) : - Vainqueur : 2008, 2010 et 2012 - Coupe de l'UEFA (1) : - Vainqueur : 2009 | - Championnat d'Angleterre (5) : - Champion : 2014, 2018, 2019, 2021 et 2022 - Coupe d'Angleterre (1) : - Vainqueur : 2019 - Coupe de la Ligue (6) : - Vainqueur : 2014, 2016, 2018, 2019, 2020 et 2021 - Community Shield (2) : - Vainqueur : 2018 et 2019 - Ligue des champions : - Finaliste : 2021 |

### En sélection
| Brésil -20 ans (1) :                      | Brésil (1) :                            |
| ----------------------------------------- | --------------------------------------- |
| - Coupe du monde (1) : - Vainqueur : 2003 | - Copa América (1) : - Vainqueur : 2019 |

### Distinctions personnelles
- Meilleur joueur du Championnat d'Ukraine en 2008.
- Membre de l'équipe-type de Premier League en 2019.